# تایلر (واشینگتن)
تایلر، واشینگتن (به انگلیسی: Tyler, Washington) یک منطقهٔ مسکونی در ایالات متحده آمریکا است که در شهرستان اسپوکن، واشینگتن واقع شده‌است.

## خصوصیات
تایلر ۶۹۸٫۹۱ متر بالاتر از سطح دریا واقع شده‌است.